# Félix IV
Félix IV (Samnio, ¿?-Roma, 22 de septiembre de 530) fue el papa 54.º de la Iglesia católica de 526 a 530.
Hijo de un tal Castorius, fue impuesto como papa por el rey ostrogodo Teodorico el Grande, quien había encarcelado y martirizado a su antecesor, Juan I.  
Durante su pontificado condenó la doctrina del semipelagianismo en una epístola que dirigió a Cesáreo de Arlés.
Asimismo, en 529, publicó un edicto por el que nombraba sucesor a Bonifacio II lo que provocaría a su muerte, el 22 de septiembre de 530, un breve cisma en la Iglesia al elegir la mayoría del clero a Dióscuro.
Este papa es referenciado en algunas listas como Félix III debido a que las mismas excluyen al antipapa Félix II que no obstante, en un principio, fue considerado como legítimo por la Iglesia.
Su festividad inicialmente era el 30 de enero pero se trasladó a la fecha de su muerte, el 22 de septiembre.